# サイボーグ (DCコミックス)
サイボーグ（英: Cyborg）は、DCコミックスの出版するアメリカン・コミックスに登場する架空のスーパーヒーロー。マーブ・ウルフマンとジョージ・ペレスによって創造され、1980年の"DC Comics Presents #26"で初登場した。

## 人物
本名：ビクター・"ビック"・ストーン (Victor "Vic" Stone)
科学者のサイラス・ストーンとエリノア・ストーンの間に生まれたビクターは知能を増大させる実験を施され成功の末に高いIQを得る。交通事故に遭いかけたところを助けられ、悪名高いロン・エヴァーズと知り合いギャング同士の抗争にも関わるようになる。そうしたビクターの様子に両親は失望し、親子の関係は悪化していった。次第にビクター自身もロン・エヴァーズの過激な思想に嫌気が差し、荒れた生活を反省する。
ある日、ビクターがS.T.A.R.ラボを訪れると、異次元を開く実験の爆発に巻き込まれ致命傷を負ってしまう。サイバネティックスを用いた治療の末に一命をとりとめたものの、肉体の大部分が機械になっていた。ビクターは自身の容姿を嫌悪し人目を避けるようになるが、突如現れたレイブンに誘われティーン・タイタンズのメンバーと出会う。そこで仲間と共有する楽しみと、機械の体となった自身の存在意義を見出し、ヒーローとして活動し始める。

## 能力
ビクター・ストーンの身体の大部分は高度な機械部品に置き換えられ、それによって超人的な強さ、スピード、スタミナ、ロケットブースターによる飛行能力を得ている。機械として強化された身体は金属性のものが多く、通常の人体よりはるかに高い耐久性を持つ。サイボーグの内部コンピュータシステムは、外部コンピュータとのインターフェースとして機能することができる。彼の機械の体に組み込まれた機能はグラップリングフックやレーザーなど交換可能なものも含め多岐にわたる。半径50メートル以内であれば電磁パルスを発して電子機器を無効化することもできる。最も特徴的な武器としては、「ホワイトサウンドブラスター」や「ソニックキャノン」と呼ばれる音波の威力を高めた装備である。マザーボックスを組み込まれて以降は、ブームチューブでの移動、技術の吸収、制御、身体の変形や物理的な範囲で自己再生することも可能になった。

## 書誌情報
| タイトル                            | 収録内容                                                         | 刊行日          | ISBN            |
| (2015年-2016年)                     | (2015年-2016年)                                                  | (2015年-2016年) | (2015年-2016年) |
| ----------------------------------- | ---------------------------------------------------------------- | --------------- | --------------- |
| Cyborg Vol.1: Unplugged             | Cyborg Vol.1 #1–6, sneak peek of Convergence: Crime Syndicate #2 | 2016年3月       | 978-1401261191  |
| Cyborg Vol.2: Enemy of the State    | Cyborg Vol.1 #7–12, Cyborg: Rebirth #1                           | 2016年12月      | 978-1401265311  |
| DC Rebirth (2016年-2018年)          |                                                                  |                 |                 |
| Cyborg Vol.1: The Imitation of Life | Cyborg: Rebirth #1, Cyborg Vol.2 #1–5                            | 2017年3月       | 978-1401267926  |
| Cyborg Vol.2: Danger in Detroit     | Cyborg Vol.2 #6–13                                               | 2017年8月       | 978-1401270872  |
| Cyborg Vol.3: Singularity           | Cyborg Vol.2 #14–20                                              | 2018年5月       | 978-1401274559  |
| Cyborg Vol.4                        | Cyborg Vol.2 #21–26                                              | 2018年11月      | 978-1401285135  |

## スピンオフ
タイニー・タイタンズ
ティーン・タイタンズのメンバーが小学生となった日常を描いた作品。

## 映画

### 実写映画
ジャスティス・リーグ (2017年)
演 - レイ・フィッシャー、日本語吹替 - 諏訪部順一
ジャスティス・リーグ:ザック・スナイダーカット（2021年）
演 - レイ・フィッシャー、日本語吹替 - 諏訪部順一

### アニメ映画
DCスーパーヒーローズvs鷹の爪団 (2017年)
声 - 高木渉
ティーン・タイタンズ・ゴー! トゥ・ザ・ムービーズ (2018年)
声 - カリー・ペイトン
DC がんばれ!スーパーペット (2022年)
声 - ダヴィード・ディグス、日本語吹替 - 武内駿輔

## ドラマ
ヤング・スーパーマン (2001年-2011年)
演 - リー・トンプソン・ヤング
ドゥーム・パトロール (ドラマ) (2018年)
演 - ジョイバン・ウェイド

## アニメ

### テレビ・ウェブ
スーパーパワーズチーム:ギャラクティック・ガーディアンズ (1985年-1986年)
声 - アーニー・ハドソン
ティーン・タイタンズ (アニメ) (2003年-現在)
声 - カリー・ペイトン、日本語吹替 - 魚建
ヤング・ジャスティス (アニメ) (2010年-現在)
声 - ジーノ・ロビンソン
ティーン・タイタンズGO! (2013年-現在)
声 - カリー・ペイトン
DCスーパーヒーロー・ガールズ (2015年-現在)
声 - カリー・ペイトン
ジャスティス・リーグ・アクション (2016年-2018年)
声 - カリー・ペイトン

### 長編アニメ
ティーン・タイタンズ 東京で大ピンチ! (2006年)
声 - カリー・ペイトン
ジャスティス・リーグ:アトランティスの進撃 (2015年)
声 - シェマー・ムーア
ジャスティス・リーグ VS. ティーン・タイタンズ (2016年)
声 - シェマー・ムーア

## ゲーム
DCユニバース・オンライン (2011年)
声 - アレクサンダー・ブランドン
インジャスティス:神々の激突 (2013年)
声 - カリー・ペイトン
インジャスティス2 (2017年)
声 - カリー・ペイトン